# Калдъръм
Калдъръмът (от турски: kaldırım) е улична или дворна настилка, направена от обли камъни.
Думата идва от турското kaldırım, където е съчетано от гръцкия израз „хубав път“ (kalós – хубав; drómos – път).
Калдъръмите обикновено са в пясък или подобен материал, или са свързани заедно с хоросан. Настилката с калдъръм позволява пътят да се използва през цялата година и има екологично предимство.
Паважът, съставен от равно очукани павета вместо неравни камъни, е подобен на калдъръмен път, макар че паветата не са обли, а правоъгълни, дори квадратни.

## В изкуството
- Съхранена от Виргиния Матеева е българската народна песен от Копривщица – „Загради се тесна калдаръма“, пята певческа група „Зелен здравец“.[2]